# 拉斐尔·莱昂
拉斐尔·亚历山大·达孔塞桑·莱昂（葡萄牙語：Rafael Alexandre da Conceição Leão，葡萄牙語發音：[ʁafaˈɛɫ ˈljɐ̃w̃]；1999年6月10日—），是一名葡萄牙足球运动员，场上司职邊鋒，目前效力于意甲球队AC米兰。他是葡萄牙國家足球隊成員。

## 俱乐部生涯

### 葡萄牙体育
1999年6月10日，萊奧出生在葡萄牙塞图巴尔区的城市阿尔马达，他是安哥拉后裔。9岁时，在短暂效力过阿莫拉后，萊奧加入了葡萄牙体育的青训系统。2017年5月21日，在葡萄牙体育预备队客场1-1战平布拉加预备队的比赛中，还是一名U-18球员的萊奧于下半场比赛中替补登场，完成了职业生涯首秀，还在比赛中打进一球。
2018年2月11日，在主教练若热·热苏斯的手下，萊奧于葡萄牙体育主场2-0击败费伦人的第69分钟时替补登场，换下了布莱恩·鲁伊斯，完成了个人葡超首秀及一线队首秀。3月2日，在葡萄牙体育客场1-2不敌波尔图的比赛中，萊奧于第44分钟时替补登场，换下了受伤的塞杜·敦比亚，并在2分钟后帮助球队扳平比分，成为了葡体队史上面对对手进球时最年轻的球员。
2018年6月14日，萊奧单方面终止了在若泽·阿尔瓦莱德球场的合约，原因是葡萄牙体育俱乐部的球员与工作人员在训练时受到了极端球迷的攻击。

### 里尔
2018年8月8日，萊奧自由转会加盟法甲劲旅里尔，与新东家签约五年。在里尔客场1-0击败卡昂的比赛中，萊奧在比赛中出场67分钟，于个人的第二场法甲比赛中就收获了进球。
在短期效力球队的一年间，萊奧与同国球员若泽·丰特、鲁伊·丰特、埃德加·伊埃、以及谢卡一起为里尔做出了贡献，五人于2018―19赛季中合计攻入了12粒进球。

### AC米兰
2019年8月1日，萊奧转会加盟意甲球队AC米兰，于“红黑军团”签约五年。24天后，在米兰客场0-1不敌乌迪内斯的比赛中，萊奧于第75分钟时替补登场，换下了萨穆·卡斯蒂列霍，完成了个人意甲首秀。9月29日，在米兰主场1-3不敌佛罗伦萨的比赛中，萊奧于第80分钟时为主队挽回颜面，并打开了在“红黑军团”的进球账户。
2020年12月20日，在米兰客场2-1击败萨索洛的比赛中，萊奧于第6秒时攻入了意甲历史上最快的进球，这同时也是欧洲五大联赛历史的最快进球。
2022年5月22日，AC米蘭憑著萊奧貢獻3個助攻，作客3:0戰勝萨索洛，以2分差距壓過同城宿敵國際米蘭，球隊全季聯賽總戰績26勝8平4負以86分成绩獲得意甲聯赛冠軍 ，相隔11年再度重奪意甲聯赛冠军。

## 国家队生涯
2017年11月10日，在葡萄牙U-21客场1-1战平罗马尼亚的2019年U-21欧青赛预选赛中，年仅18岁的萊奧于第59分钟时替补登场，完成了U-21国家队首秀。2019年9月10日，在葡萄牙2-0击败白俄罗斯的欧青赛预选赛中，萊奧打进了在U-21国家队的首粒进球。
2021年10月5日，莱昂首次被征召进入国家队，替代受伤的拉法·席尔瓦。 四天后，他在与卡塔尔的友谊赛中首次亮相，替补克里斯蒂亚诺·罗纳尔多出场，并助攻安德烈·席尔瓦打进一球，帮助球队以3比0获胜。
2022年10月，他入选了葡萄牙参加2022年国际足联世界杯的55人初选名单，并被列入最终的26人名单。 11月25日，莱昂在葡萄牙3比2战胜加纳的小组赛中打进了他的首个国际进球。 12月6日，他在葡萄牙6比1大胜瑞士的16强赛中打进了他的第二个世界杯进球。 葡萄牙在四分之一决赛中以0比1输给摩洛哥，被淘汰出局。
2024年5月21日，他入选了2024年欧洲足球锦标赛的26人名单。 他在对阵捷克和土耳其的比赛中首发，但由于在两场比赛中均因假摔得到黄牌，他错过了对阵格鲁吉亚的小组赛最后一场比赛。 他在对阵斯洛文尼亚（通过点球大战以3比0获胜）和对阵法国的淘汰赛中（在另一场点球大战中以5比3输球）各出场一次。

## 比赛风格
萊奧曾被比作法国前锋基利安·姆巴佩，被媒体称为“葡萄牙姆巴佩”。曾在葡萄牙体育青训学院与萊奧有过合作的蒂亚戈·费尔南德斯在接受法媒《队报》采访时表示，他认为在同样的年龄阶段时，萊奧甚至比葡萄牙巨星C罗更强。曾在葡萄牙体育一线队执教过他的若热·热苏斯表示，萊奧让他想起了俱乐部传奇前锋鲁伊·若尔当。
现任AC米兰主帅斯蒂法诺·皮奥利曾评价萊奧为一名影锋或一名边锋，可以在球场两边活动，而不是一名可以踢前场任意位置的前锋。

## 生涯数据

### 俱乐部
最後更新：2021年5月23日
| 俱乐部           | 赛季     | 联赛     | 联赛 | 联赛 | 杯赛 | 杯赛 | 欧战 | 欧战 | 其他 | 其他 | 合计 | 合计 |
| 俱乐部           | 赛季     | 联赛级别 | 出场 | 进球 | 出场 | 进球 | 出场 | 进球 | 出场 | 进球 | 出场 | 进球 |
| ---------------- | -------- | -------- | ---- | ---- | ---- | ---- | ---- | ---- | ---- | ---- | ---- | ---- |
| 葡萄牙体育预备队 | 2016–17  | 葡甲     | 1    | 1    | —    | —    | —    | —    | —    | —    | 1    | 1    |
| 葡萄牙体育预备队 | 2017–18  | 葡甲     | 11   | 6    | —    | —    | —    | —    | —    | —    | 11   | 6    |
| 葡萄牙体育预备队 | 合计     | 合计     | 12   | 7    | —    | —    | —    | —    | —    | —    | 12   | 7    |
| 葡萄牙体育       | 2017–18  | 葡超     | 3    | 1    | 0    | 0    | 2    | 1    | —    | —    | 5    | 2    |
| 里尔             | 2018–19  | 法甲     | 24   | 8    | 2    | 0    | —    | —    | —    | —    | 26   | 8    |
| AC米兰           | 2019–20  | 意甲     | 31   | 6    | 2    | 0    | —    | —    | —    | —    | 33   | 6    |
| AC米兰           | 2020–21  | 意甲     | 30   | 6    | 2    | 0    | 7    | 1    | —    | —    | 40   | 7    |
| AC米兰           | 合计     | 合计     | 61   | 12   | 4    | 0    | 8    | 1    | —    | —    | 73   | 13   |
| 生涯合计         | 生涯合计 | 生涯合计 | 100  | 28   | 6    | 0    | 10   | 2    | 0    | 0    | 116  | 30   |

1. 1 2  在欧联杯中的出场
2. ↑  在法国杯中的出场

## 榮譽
AC米兰
- 意大利足球甲级联赛冠軍： 2021–22[40]
- 意大利超級盃冠軍：2024

### 國家隊
葡萄牙
- 歐洲足協國家聯賽冠軍：2024-25賽季